# 駒形賞
駒形賞（こまがたしょう）は、岩手県競馬組合が水沢競馬場で施行する地方競馬の重賞競走である。

## 概要
1969年に水沢競馬場ダート1600mの特別競走駒形賞典として創設。1971年のみ5月と11月の2回施行となった。
1973年より重賞に昇格し名称を駒形賞に、距離もダート2000mにそれぞれ変更した。翌1974年からはダート1900mに距離を短縮し、施行時期も夏季での開催が定着する。
その後、1989年から1991年までは秋季に施行され、1992年からは12月に開催時期を移行するも、1995年の開催を最後に翌1996年より特別競走に降格となった。
特別競走時代は施行時期の変更が度々行われ、距離も2007年から2010年まではダート1400m、2012年から2020年まではダート1800m、2021年から2024年までは再びダート1400mで施行された。
2025年2月13日に発表された、2025年度の岩手競馬開催日程において1995年以来31年ぶりに重賞（M3）として施行されるとともに距離も創設時のダート1600mに設定されることとなった。

## 歴代優勝馬
- 重賞として施行された1973年から1995年まで。

| 回数   | 施行日         | 競馬場 | 距離   | 優勝馬             | 性齢 | 所属 | 勝時計 | 優勝騎手   | 管理調教師 | 馬主         |
| ------ | -------------- | ------ | ------ | ------------------ | ---- | ---- | ------ | ---------- | ---------- | ------------ |
| 第5回  | 1973年11月26日 | 水沢   | D2000m | フジナシヨナル     | 牡7  |      | 2:11.5 | 村上昌幸   | 菊池壽     |              |
| 第6回  | 1974年7月28日  | 水沢   | D1900m | カネマリモ         | 牝4  | 盛岡 | 2:03.7 | 小西重征   | 小西善一郎 |              |
| 第7回  | 1975年9月14日  | 水沢   | D1900m | シーマーシヤル     | 牡5  | 水沢 | 2:05.5 | 千葉次男   | 千葉忠一   |              |
| 第8回  | 1976年9月5日   | 水沢   | D1900m | カネセンダン       | 牝4  | 盛岡 | 2:05.9 | 小西重征   | 小西善一郎 |              |
| 第9回  | 1977年7月24日  | 水沢   | D1900m | カネアザミ         | 牝5  | 盛岡 | 2:04.1 | 小笠原義巳 | 小西善一郎 |              |
| 第10回 | 1978年7月23日  | 水沢   | D1900m | サカモトスピード   | 牝4  | 水沢 | 2:12.0 | 新田守     | 佐々木豊   |              |
| 第11回 | 1979年7月15日  | 水沢   | D1900m | ハレテンリユウ     | 牡3  |      | 2:04.1 | 千葉次男   | 菅原和治   |              |
| 第12回 | 1980年7月13日  | 水沢   | D1900m | ダイイチプロメロ   | 牡4  |      | 2:03.5 | 佐々木陸男 | 高田昇     |              |
| 第13回 | 1981年7月13日  | 水沢   | D1900m | カシユウライト     | 牡5  | 盛岡 | 2:03.5 | 村上昌幸   | 菅原初郎   |              |
| 第14回 | 1982年7月12日  | 水沢   | D1900m | マルコボーイ       | 牡4  | 盛岡 | 2:06.6 | 葛西勝幸   | 大和正四郎 |              |
| 第15回 | 1983年9月18日  | 水沢   | D1900m | フアーストタイム   | 牡8  | 盛岡 | 2:08.8 | 葛西勝幸   | 菅原初郎   |              |
| 第16回 | 1984年9月2日   | 水沢   | D1900m | カウンテスアツプ   | 牡3  | 水沢 | 2:05.2 | 千葉次男   | 千葉忠一   |              |
| 第17回 | 1985年7月28日  | 水沢   | D1900m | セスラダケ         | 牝8  | 水沢 | 2:07.3 | 今野昭慶   | 千葉次男   |              |
| 第18回 | 1986年6月29日  | 水沢   | D1900m | アンダーハヤオー   | 牡4  | 盛岡 | 2:04.8 | 菅原勲     | 小西重征   | 日山政藏     |
| 第19回 | 1987年6月28日  | 水沢   | D1900m | トウケイフリート   | 牡4  | 水沢 | 2:07.8 | 小竹清一   | 村上実     | 小野寺喜久男 |
| 第20回 | 1988年6月26日  | 水沢   | D1900m | ナガラジエツト     | 牡4  | 水沢 | 2:03.6 | 三野宮通   | 伊藤和     | 相場清雄     |
| 第21回 | 1989年10月1日  | 水沢   | D1900m | インターレイダ     | 牡4  | 盛岡 | 2:07.4 | 菅原勲     | 小西重征   |              |
| 第22回 | 1990年9月16日  | 水沢   | D1900m | セイントキヤツスル | 牡5  | 水沢 | 2:06.8 | 三野宮通   | 小野寺三男 | 菅原茂       |
| 第23回 | 1991年9月8日   | 水沢   | D1900m | マツエストリーム   | 牡4  | 水沢 | 2:04.3 | 小林俊彦   | 小林長治   | 松浦榮子     |
| 第24回 | 1992年12月20日 | 水沢   | D1900m | イワトヨダイバ     | 牡7  | 水沢 | 2:07.9 | 畠山信一   | 酒井清     |              |
| 第25回 | 1993年12月29日 | 水沢   | D1900m | ストリンガー       | 牡5  | 水沢 | 2:04.1 | 小林俊彦   | 千葉四美   | 前田篤久     |
| 第26回 | 1994年12月29日 | 水沢   | D1900m | ミタカパッサー     | 牡4  | 水沢 | 2:05.2 | 西康志     | 高橋眞久   | 佐々木三隆   |
| 第27回 | 1995年12月30日 | 水沢   | D1900m | トカチテイオー     | 牡4  | 水沢 | 2:08.4 | 菅原勲     | 佐々木修一 | 菅原勝       |

### 各回競走結果の出典
- 駒形賞 歴代優勝馬 - 地方競馬全国協会
- JBISサーチ
  - 1986年、1987年、1988年、1989年、1990年、1991年、1992年、1993年、1994年、1995年